# Α-IMAGE ARTIST PROGRAM
α-IMAGE ARTIST PROGRAM（アルファ・イメージ・アーティスト・プログラム）とは、かつてα-STATIONで放送されていたラジオ番組の枠名である。2004年3月をもって放送終了。

## 概要
かつてα-STATIONには、“IMAGE ARTIST”という制度があり、これに選ばれたアーティストは同局で3か月間番組を担当した。このアーティストの新曲は“α-IMAGE SONG”として、期間中は同局制作のワイド番組などで繰り返し放送された(洋楽専門番組やアーティスト番組などは除く)。同様のものとしては、“SMASH BREAK”(いわゆるヘヴィー・ローテーション)も存在するが、これとは別の扱いであった。

## スペシャルライブ
アーティストが期間中1度だけ、抽選で選ばれたリスナーのために京都市内のライブハウスにてライブを開催した。番組末期になると、スポンサーの撤退などもあって、規模が縮小されたり、ライブ自体が行われないこともあった。

## イメージアーティスト

### 1994年
- 4月～6月 FIRST TIME IN LOVE (DJ：区麗情) 放送時間：日曜日12:00～14:00。7月以降も同タイトルのまま土曜25:00～26:00にて継続(9月まで)。
- 7月～9月 BLIGHT LIGHTS (DJ：佐藤聖子) 放送時間：日曜日12:00～14:00→13:00～14:00。
- 10月～12月 MIDNIGHT CALL (DJ：パディシャ) 以降、放送時間：土曜日24:00～26:00。

### 1995年
- 1月～3月 TWO FIVE MOTION (DJ：川村結花) 4月以降も同タイトルのまま日曜日23:00～24:00にて継続。
- 4月～6月 AMAZING DUAL SHOW (DJ：Dual Dream) 以降、終了まで放送時間：土曜日22:00～24:00。
- 7月～9月 LOVERS' BLUE (DJ：井出泰彰)
- 10月～12月 FANTI-IMAGINATION (DJ：かの香織)

### 1996年
- 1月～3月 HAPPY END PARTY (DJ：festa mode)
- 4月～6月 FIRST WHISPER (DJ：牧穂エミ)
- 7月～9月 IN THE POCKET (DJ：カンガルーポケッツ)
- 10月～12月 FUN-GO-JANGO (DJ：JANGO)

### 1997年
- 1月～3月 AQUARIUM NIGHT (DJ：平岩英子)
- 4月～6月 STRANGE LOVE (DJ：吉岡忍)
- 7月～9月 Dial-B (DJ：brats on B)
- 10月～12月 WATER CANVAS (DJ：The Water Of Life)

### 1998年
- 1月～3月 YELLOW BRICK ROAD (DJ：北川恭子)
- 4月～6月 DOWN THE RIVER (DJ：馬場俊英)
- 7月～9月 HIPPOPOTAMUS RADIO (DJ：Jungle Smile)
- 10月～12月 HAPPY SPICE (DJ：鈴里真帆)

### 1999年
- 1月～3月 FOUL 54 (DJ：くるり)
- 4月～6月 SET ME FREE (DJ：SHUUBI)
- 7月～9月 I WILL (DJ：今滝真理子)
- 10月～12月 FEEL NUU BEATS (DJ：NUU)

### 2000年
- 1月～3月 BERRY BERRY SMOOTHIE (DJ：SR Smoothy)
- 4月～6月 ONE ROOM POPS (DJ：逢坂泰精)
- 7月～9月 UP AND AWAY (DJ：Roboshop Mania)
- 10月～12月 TASTE OF PEACH (DJ：hiro:n)

### 2001年
- 1月～3月 MUSIC SPROUT (DJ：石原千宝美)
- 4月～6月 LIBERAL FLOWER (DJ：吉田知加)
- 7月～9月 SING 4 YOU (DJ：LUV and SOUL) 10月からはMAGICAL STREAMに移動。
- 10月～12月 ECHO NIGHT (DJ：キセル)

### 2002年
- 1月～3月 WONDER WALL (DJ：大木彩乃)
- 4月～6月 SONGBIRD (DJ：楠野紋子)
- 7月～9月 MUSIC MUSE (DJ：MAKOTO・・・リンク先の4.。)
- 10月～12月 HIP EGG ROCK (DJ：SUPER EGG MACHINE)

### 2003年
- 1月～3月 BLUE BUTTERFLY (DJ：高宮マキ)
- 4月～6月 SOTTO VOCE (DJ：池田綾子)
- 7月～9月 SATURDAY NIGHT DREAMER (DJ：MILKRUN)
- 10月～12月 ORGANIC LIPS (DJ：Zoey)

### 2004年
- 1月～3月 10GHz (DJ：10-FEET)

## 提供スポンサー
- 村田製作所・・・1999年3月まで・後半部分。